# 紅林直
紅林 直（くればやし なお、1971年11月18日 - ）は日本の漫画家。男性。
静岡県出身。妻は漫画家の仙道ますみ。公益社団法人日本漫画家協会所属。『週刊少年サンデー』（小学館）でデビュー。代表作の『嬢王』は2005年、続編『嬢王Virgin』も2009年にテレビドラマ化されている。

## 作品リスト

### 連載
- フォーチュン（『ウルトラジャンプ』、集英社、全2巻）
- 山靴よ疾走れ!!（原作：生田正（途中から）、『週刊ヤングジャンプ』1999年30号 - 2001年28号、集英社、全5巻）
- GROWINGドライブ（原作：坂田信弘、『週刊ヤングジャンプ』、集英社、全3巻）
- 黒い獣 ベット・ノワール（『ミステリーDX』、大都社、全1巻）
- 嬢王（原作：倉科遼、『ビジネスジャンプ』2004年18号 - 2008年5号、集英社、全12巻）
  - 嬢王Virgin（原作：倉科遼、『ビジネスジャンプ』2009年11号 - 2010年19号、集英社、全5巻）※「嬢王」の続編
- 恋極 -KOIGOKU-（原作：中尾礼、講談社、全1巻[6]）
- 花屋=式（原作：中尾礼、『コミックチャージ』、角川書店、全2巻）
- SOLEIL〜ソレイユ（原作：倉科遼、『ビジネスジャンプ』→『BJ魂』、集英社、全3巻）
- ジャンケット（原作：赤木太陽、『近代麻雀オリジナル』、竹書房、全2巻）
- かの名はポンパドール（原作：佐藤賢一、『ジャンプ改』Vol.1[7]、2012年5月号（創刊号[8]） - 2013年9月号、集英社、全4巻）
- カナデのソラ（原作：狩野シロ、監修：吉田玲子、『漫画サンデー』、実業之日本社、全1巻）
- 超訳・伊勢物語 月やあらぬ（原作：永久保貴一、『週刊漫画TIMES』2012年3月23日号[9] - 、芳文社、全2巻）
- 特攻ドクター（原案：藤森龍、監修：丸田一人、原作協力：酒井義、『ぷら@ほ〜む』2014年6月13日[10] - 、ホーム社、全3巻（電子書籍のみで発売））
- RT -リプレイタイム-（原作：ハセベバクシンオー、『スロマガ7』、双葉社、全2巻（電子書籍のみで発売））
- 女優遺産（『まんが王国』、ビーグリー、全4巻（電子書籍のみで発売））
- 尚子〜パンプキンナイト外伝〜（原作：外薗昌也、『LINEマンガ』2020年6月2日[11] - ）

### 読み切り
- WITCH Profile〜魔女の回顧録〜（『ビジネスジャンプ』2010年5号[12]）
- 実録!!ヤクザの下半身事情（『サイゾー』2018年5月号[13]） - 「マンガで学ぶ『（裏）社会学』」企画作品[13]。

### 成人向け
- マンダラBOY（『Dokiッ!』、竹書房、全2巻）
- HELP!!+（『Dokiッ!』、竹書房、全1巻）
- 傭兵団旅記シェフ（『Dokiッ!』、竹書房、全1巻）
- アイ☆カギ（『ヴァージン女学淫』、竹書房、全1巻）

## 寄稿
- 漫画家めし（『まんぷくジャンプ』[14]、2011年1月） - 秘蔵レシピ公開[14]
- 映画『この世界の片隅に』公式ファンブック（2017年7月28日発売[15]）
- 漫画家のごはんのおとも語り（2018年3月発売[16]）
- 漫画家本 西森博之本（2018年9月18日発売[17]） - 「漫画でわかる西森博之と私」コーナー寄稿[17]。

## 活動
2016年7月公開の短編映画『風のように』のトークイベントが、同月に東京都の下北沢トリウッドにて開催。イベントで紅林も登壇し、トークを行った。
2019年6月4日、実写映画『アルキメデスの大戦』を上映する「漫画家特別試写会」が開催。原作者の三田紀房が漫画家仲間を試写に案内し、紅林も参加。

## 師匠
- みやすのんき[1]
- 西森博之[2][1]

## アシスタント
- 馬場康誌